# Predica davanti a Onorio III
La Predica davanti a Onorio III è la diciassettesima delle ventotto scene del ciclo di affreschi delle Storie di san Francesco  della Basilica superiore di Assisi, attribuiti a Giotto. Fu dipinta verosimilmente tra il 1295 e il 1299 e misura 230x270cm.
Questo episodio appartiene alla serie della Legenda maior (XII,7) di san Francesco: "Quando il beato Francesco, al cospetto del santo papa e dei cardinali, predicò con tale devozione e tale efficacia da apparire chiaramente come egli parlasse non con dotte parole d'umana sapienza, ma per divina ispirazione."
Notevolissima, per l'epoca, è l'ambientazione architettonica di una stanza illusionisticamente aperta nella parete, che scandisce con le esili colonne la scena in tre gruppi di personaggi. Un virtuosismo è la rappresentazione in prospettiva intuitiva delle volte a crociera. 
Eloquente e realistico è il gesto del papa Onorio III che ascolta con attenzione san Francesco appoggiando il mento sul dorso della mano che calza un guanto bianco, così come quello di Francesco, che indica col pollice teso, un gesto ripreso ad esempio anche da Pietro Lorenzetti nella Madonna col Bambino tra i santi Francesco e Giovanni Evangelista nella Basilica inferiore. I gesti di meditazione e meraviglia dei prelati sono un'altra felice invenzione, che divenne poi comune nel Trecento. 
Infine è particolare la posizione dei personaggi, secondo una linea curva, che dà il senso di profondità. La stanza è arredata sontuosamente, con drappi appesi alle pareti e il trono papale con decori cosmateschi. Sciolta è la posizione in tralice del trono, a differenza della visione frontale dell'architettura, in modo da evidenziare maggiormente tale elemento figurale. L'ornamento della parte superiore, coi vasi di fiori, venne aggiunto dopo l'esecuzione delle arcate, forse in un'epoca successiva al completamento del ciclo.
Come le vicine scene della Morte del cavaliere di Celano e dell'Apparizione al Capitolo di Arles, la stesura dell'affresco è da riferire a un aiuto del capobottega.